# Cyclocephala quadripunctata
Cyclocephala quadripunctata är en skalbaggsart som beskrevs av Höhne 1923. Cyclocephala quadripunctata ingår i släktet Cyclocephala och familjen Dynastidae. Inga underarter finns listade i Catalogue of Life.